# Стрельбицька Олександра Іванівна
Олександра Іванівна Стрельбицька (уроджена — Стрельбицька; нар. 06 листопада 1905, Одеса, Всеросійської імперії — 03 березня 1980, Київ) —  українська вчена в галузі будівельної механіки родом з Одеси. Доктор технічних наук (1959), професор (1969). Заслужений діяч науки УРСР (1966). Закінчила Київський інженерно-будівельний інститут (1932). Від 1933 працювала в Інституті механіки АН УРСР (Київ): 1968—70 — завідувач відділу пластичних деформацій у конструкціях, 1970—72 — завідувач лабораторії відділу статистичної міцності, 1975—80 — консультант відділу будівельної механіки тонкостінних конструкцій. Водночас 1934—41 викладала на кафедрі будівельної механіки Київського інженерно-будівельного інституту. Розробила оригінальні методи розрахунку пружно-пластичних і граничних станів стрижневих систем, а також пластин та оболонок.
Праці з питань розрахунку металевих конструкцій при пластичних деформаціях, теоретичного та експериментального дослідження тонкостінних стрижнів і рам за межею пружності.

## Родовід
Українське прізвище «Стрельбицька» походить із села Стрільбичі Львівської області. Вперше воно згадане в 1243 році, ще за князівських часів Галицько-Волинської держави (королівства Русь). Данило з Кульчиць, ловчий у руського князя Лева (Льва Даниловича)..[джерело?]
Батько Олександри Іванівни Іоанн Стрельбицький  — духовний письменник, приходився племінником Архієпископу Волинському та Житомирському Модесту Стрільбицькому.

## Праці
- Горбунов Б.Н., Стрельбицкая А.И. Теория рам из тонкостенных стержней. — М., 1948. — 198 с.
- Экспериментальное исследование упруго-пластической работы тонкостенных конструкций [Текст] / А. И. Стрельбицкая, Евсеенко. // АН УССР, Ин-т механики.- Киев: Наук. думка, 1968. 182 с.
- Стрельбицкая А.И., Колгадин В.А., Матошко С.И. Изгиб прямоугольных пластин за пределом упругости. - Киев: Наукова думка, 1971. - 244 с.